# Списак репрезентативних голова Емануела Адебајора
Емануел Адебајор јесте бивши тогоански фудбалер који је играо за репрезентацију Тогоа од 2000. до 2019. године, на позицији нападача. Петоструки је освајач награде за фудбалера године Тогоа. Постигао је 32 гола на 87 утакмица одиграних за репрезентацију по признању Фифе, што га чини најбољим стрелцем земље свих времена; надмашио је рекорд Косија Нутсоудјеа који је постигао 13 голова, што је остварио 7. фебруара 2007. против Камеруна. За репрезентацију је дебитовао против Замбије 8. јула 2000. у квалификационој утакмици за Светско првенство, док је први гол постигао више од две године касније, против Мауританије у Ломеу.
Једини хет-трик за репрезентацију постигао је у победи од 6 : 0 у квалификацијама за Светско првенство против Свазиленда (Есватини од 2018.) 11. октобра 2008. када је постигао четири гола. Са репрезентацијом је по први пут играо на Светском првенству 2006. у Немачкој, на којем је почео све три утакмице у групној фази, против Јужне Кореје, Швајцарске и Француске, али није постигао ниједан гол и Того је завршио на последњем месту у својој групи. У Афричком купу нација је постигао један гол, седам голова је постигао у квалификацијама за Афрички куп нација и шест у квалификацијама за Светско првенство, док је преосталих пет голова постигао у пријатељским утакмицама. Највише голова у једној календарској години постигао је 2005. када је за Спарохоксе постигао пет голова на десет утакмица.
Постигао је гол на последњој утакмици коју је одиграо за репрезентацију, против Бенина у марту 2019. године. Фудбалску каријеру је завршио 2023. са 39 година. Сматра се легендом репрезентације Тогоа као и једним од најбољих афричких фудбалера своје генерације.

## Голови
Голови Тога су наведени на првом месту. Колона Гол означава резултат на утакмици након Адебајоровог гола.
| Број | Датум               | Стадион                                            | Противник             | Гол   | Резултат | Такмичење                                 | Реф.   |
| ---- | ------------------- | -------------------------------------------------- | --------------------- | ----- | -------- | ----------------------------------------- | ------ |
| 1    | 12. октобар 2002.   | Стадион Кег, Ломе, Того                            | Мауританија           | 1 : 0 | 1 : 0    | Квалификације за Афрички куп нација 2004. | [ 9 ]  |
| 2    | 8. јун 2003.        | Стадион Кег, Ломе, Того                            | Зеленортска Острва    | 5 : 2 | 5 : 2    | Квалификације за Афрички куп нација 2004. | [ 10 ] |
| 3    | 16. новембар 2003.  | Стадион Кег, Ломе, Того                            | Екваторијална Гвинеја | 1 : 0 | 2 : 0    | Квалификације за Светско првенство 2006.  | [ 11 ] |
| 4    | 20. јун 2004.       | Стадион Кег, Ломе, Того                            | Сенегал               | 1 : 0 | 3 : 1    | Квалификације за Светско првенство 2006.  | [ 12 ] |
| 5    | 5. септембер 2004.  | Стадион Кег, Ломе, Того                            | Конго                 | 1 : 0 | 2 : 0    | Квалификације за Светско првенство 2006.  | [ 13 ] |
| 6    | 5. септембер 2004.  | Стадион Кег, Ломе, Того                            | Конго                 | 2 : 0 | 2 : 0    | Квалификације за Светско првенство 2006.  | [ 13 ] |
| 7    | 10. октобар 2004.   | Стадион Кег, Ломе, Того                            | Мали                  | 1 : 0 | 1 : 0    | Квалификације за Светско првенство 2006.  | [ 14 ] |
| 8    | 5. јун 2005.        | Стадион Кег, Ломе, Того                            | Замбија               | 1 : 0 | 4 : 1    | Квалификације за Светско првенство 2006.  | [ 15 ] |
| 9    | 5. јун 2005.        | Стадион Кег, Ломе, Того                            | Замбија               | 4 : 1 | 4 : 1    | Квалификације за Светско првенство 2006.  | [ 15 ] |
| 10   | 18. јун 2005.       | Стадион Леополд Сенгор, Дакар, Сенегал             | Сенегал               | 2 : 2 | 2 : 2    | Квалификације за Светско првенство 2006.  | [ 16 ] |
| 11   | 4. септембар 2005.  | Стадион Кег, Ломе, Того                            | Либерија              | 1 : 0 | 3 : 0    | Квалификације за Светско првенство 2006.  | [ 17 ] |
| 12   | 4. септембар 2005.  | Стадион Кег, Ломе, Того                            | Либерија              | 3 : 0 | 3 : 0    | Квалификације за Светско првенство 2006.  | [ 17 ] |
| 13   | 8. октобар 2005.    | Стадион Алфон Маземба Дебат, Бразавил, Конго       | Конго                 | 1 : 1 | 3 : 2    | Квалификације за Светско првенство 2006.  | [ 18 ] |
| 14   | 7. фебруар 2007.    | Стадион Кег, Ломе, Того                            | Камерун               | 2 : 0 | 2 : 2    | Пријатељска утакмица                      | [ 19 ] |
| 15   | 24. март 2007.      | Стадион Кег, Ломе, Того                            | Сијера Леоне          | 1 : 0 | 3 : 1    | Квалификације за Афрички куп нација 2008. | [ 20 ] |
| 16   | 24. март 2007.      | Стадион Кег, Ломе, Того                            | Сијера Леоне          | 3 : 1 | 3 : 1    | Квалификације за Афрички куп нација 2008. | [ 20 ] |
| 17   | 21. новембар 2007.  | Спортски стадион Акра, Акра, Гана                  | УАЕ                   | 5 : 0 | 5 : 0    | Пријатељска утакмица                      | [ 21 ] |
| 18   | 20. август 2008.    | Стадион ду ву Пре, Дру, Француска                  | ДР Конго              | 1 : 0 | 1 : 2    | Пријатељска утакмица                      | [ 22 ] |
| 19   | 11. октобар 2008.   | Стадион Охене Ђан, Акра, Гана                      | Свазиленд             | 2 : 0 | 6 : 0    | Квалификације за Светско првенство 2010.  | [ 23 ] |
| 20   | 11. октобар 2008.   | Стадион Охене Ђан, Акра, Гана                      | Свазиленд             | 4 : 0 | 6 : 0    | Квалификације за Светско првенство 2010.  | [ 23 ] |
| 21   | 11. октобар 2008.   | Стадион Охене Ђан, Акра, Гана                      | Свазиленд             | 5 : 0 | 6 : 0    | Квалификације за Светско првенство 2010.  | [ 23 ] |
| 22   | 11. октобар 2008.   | Стадион Охене Ђан, Акра, Гана                      | Свазиленд             | 6 : 0 | 6 : 0    | Квалификације за Светско првенство 2010.  | [ 23 ] |
| 23   | 28. март 2009.      | Стадион Охене Ђан, Акра, Гана                      | Камерун               | 1 : 0 | 1 : 0    | Квалификације за Светско првенство 2010.  | [ 24 ] |
| 24   | 8. септембар 2012.  | Стадион д’Агонђе, Либрвил, Габон                   | Габон                 | 1 : 1 | 1 : 1    | Квалификације за Афрички куп нација 2013. | [ 25 ] |
| 25   | 14. октобар 2012.   | Стадион Кег, Ломе, Того                            | Габон                 | 2 : 0 | 2 : 1    | Квалификације за Афрички куп нација 2013. | [ 26 ] |
| 26   | 14. новембар 2012.  | Стадион Мохамед V, Казабланка, Мароко              | Мароко                | 1 : 0 | 1 : 0    | Пријатељска утакмица                      | [ 27 ] |
| 27   | 26. јануар 2013.    | Краљевски стадион Бафокенг, Бафокенг, Јужна Африка | Алжир                 | 1 : 0 | 2 : 0    | Афрички куп нација 2013.                  | [ 28 ] |
| 28   | 10. септембар 2014. | Стадион Кег, Ломе, Того                            | Гана                  | 2 : 2 | 2 : 3    | Квалификације за Афрички куп нација 2015. | [ 29 ] |
| 29   | 15. новембар 2014.  | Стадион Кег, Ломе, Того                            | Гвинеја               | 1 : 4 | 1 : 4    | Квалификације за Афрички куп нација 2015. | [ 30 ] |
| 30   | 14. јун 2015.       | Стадион Кег, Ломе, Того                            | Либерија              | 2 : 1 | 2 : 1    | Квалификације за Афрички куп нација 2017. | [ 31 ] |
| 31   | 12. новембар 2017.  | Стадион Кег, Ломе, Того                            | Маурицијус            | 4 : 0 | 6 : 0    | Пријатељска утакмица                      | [ 32 ] |
| 32   | 24. март 2019.      | Стадион де Ламитије, Котону, Бенин                 | Бенин                 | 1 : 1 | 1 : 2    | Квалификације за Афрички куп нација 2019. | [ 33 ] |

### Наступи и голови по годинама
| Репрезентација | Година | Утакмице | Голови |
| -------------- | ------ | -------- | ------ |
| Того           |        |          |        |
| 2000           | 5      | 0        |        |
| 2001           | 2      | 0        |        |
| 2002           | 3      | 1        |        |
| 2003           | 5      | 2        |        |
| 2004           | 5      | 4        |        |
| 2005           | 6      | 6        |        |
| 2006           | 8      | 0        |        |
| 2007           | 5      | 4        |        |
| 2008           | 6      | 5        |        |
| 2009           | 6      | 1        |        |
| 2010           | 0      | 0        |        |
| 2011           | 1      | 0        |        |
| 2012           | 3      | 3        |        |
| 2013           | 4      | 1        |        |
| 2014           | 6      | 2        |        |
| 2015           | 1      | 1        |        |
| 2016           | 8      | 0        |        |
| 2017           | 8      | 1        |        |
| 2018           | 4      | 0        |        |
| 2019           | 1      | 1        |        |
| Укупно         | Укупно | 87       | 32     |

1. ↑  Не укључује утакмицу против Буркине Фасо 14. августа 2012. Утакмица се не сматра пуном А-међународном утакмицом од стране ФИФА-е, али је фудбалска федерација Тогоа тај меч признала. На мечу није постигао гол.

### Наступи и голови по такмичењима
| Такмичење                           | Утакмице | Голови |
| ----------------------------------- | -------- | ------ |
| Квалификације за Светско првенство  | 24       | 16     |
| Светско првенство                   | 3        | 0      |
| Квалификације за Афрички куп нација | 28       | 10     |
| Афрички куп нација                  | 10       | 1      |
| Пријатељске утакмице                | 22       | 5      |
| Укупно                              | 87       | 32     |

### Голови по репрезентацијама
| Противник             | Голови |
| --------------------- | ------ |
| Свазиленд             | 4      |
| Конго                 | 3      |
| Либерија              | 3      |
| Камерун               | 2      |
| Габон                 | 2      |
| Сенегал               | 2      |
| Сијера Леоне          | 2      |
| Замбија               | 2      |
| Алжир                 | 1      |
| Бенин                 | 1      |
| Зеленортска Острва    | 1      |
| ДР Конго              | 1      |
| Екваторијална Гвинеја | 1      |
| Гана                  | 1      |
| Гвинеја               | 1      |
| Мали                  | 1      |
| Мауританија           | 1      |
| Маурицијус            | 1      |
| Мароко                | 1      |
| УАЕ                   | 1      |
| Укупно                | 32     |